# Birmingham Opera Company
La Birmingham Opera Company è una compagnia lirica professionale con sede a Birmingham, in Inghilterra, specializzata in produzioni innovative e all'avanguardia del repertorio operistico, spesso in locali insoliti.

## Storia
La compagnia è stata fondata dal regista d'opera internazionale Graham Vick e dal direttore d'orchestra Simon Halsey come City of Birmingham Touring Opera nel 1987, acquisendo il nome attuale nel 2001. Il debutto pubblico di CBTO avvenne nel settembre 1987 con la produzione di Falstaff al Cocks Moors Woods Leisure Centre a Brandwood. Nel 1989 la City of Birmingham Touring Opera commissionò ed eseguì l'opera di Ravi Shankar del musical Ghanashyam (A Broken Branch), che vinse il primo Prudential Award for Arts della compagnia; la produzione del 1990 del Ciclo dell'Anello di Richard Wagner, adattata per l'esecuzione in due serate e con un'orchestra ridotta di diciotto musicisti, vinse il secondo. La Birmingham Opera Company ha anche vinto il Royal Philharmonic Society Award for Music per la sua produzione del 2001 di Wozzeck di Berg in un magazzino abbandonato a Ladywood, e un South Bank Show Award per la sua produzione del 2002 di Fidelio.
Mentre le opere della City of Birmingham Touring Opera sono state eseguite a livello nazionale e internazionale, la Birmingham Opera Company dal 2001 produce spettacoli su base annuale, lavorando con un gran numero di volontari delle comunità locali insieme a musicisti e artisti professionisti. La compagnia si distingue anche per l'uso di location non convenzionali per le sue produzioni, che vanno da una grande tenda ad Aston Park per il Fidelio del 2002, l'ex banca municipale su Broad Street per He Had It Coming (basata sul Don Giovanni di Mozart) nel 2007, e più recentemente l'Argyle Works, una ditta in disuso per la produzione di prodotti chimici di Digbeth. Su scala molto più ampia, però la Compagnia ha anche eseguito La traviata di Verdi davanti a un pubblico di quasi 10.000 persone alla National Indoor Arena nel 2007.
Molte delle produzioni della Birmingham Opera Company sono state trasmesse dalla BBC, inclusa la produzione del 2002 di Fidelio trasmessa in diretta su BBC Four e una versione cinematografica dell'Otello di Verdi trasmessa nel 2011 insieme a un documentario di un'ora, "Verdi: The Director's Cut", con il lavoro di Graham Vick. Otello fu inoltre inserito nel "Best of European Opera 2010" di BBC Four, trasmesso il giorno di Natale 2010. Nel 2004 Opera Company ha unito le forze con il Birmingham Contemporary Music Group in una presentazione del Curlew River di Benjamin Britten ai BBC Proms, che poi passò anche in televisione su BBC Four.
La Birmingham Opera ha una lunga storia di collaborazione con il compositore britannico contemporaneo Jonathan Dove, inclusa la commissione e l'esecuzione della composizione di Dove Life is a Dream nel marzo 2012, un'opera in tre atti con il libretto scritto da Alasdair Middleton e basato sull'omonima opera teatrale di Pedro Calderón de la Barca. Dove creò anche nuovi arrangiamenti di opere classiche per la Compagnia, tra cui Falstaff nel 1988, il Ciclo dell'Anello negli anni '90 e La bohème nel 1991.
Il 22 agosto 2012 la Compagnia ha eseguito la prima mondiale del Mittwoch aus Licht di Karlheinz Stockhausen, l'ultima opera del ciclo Licht ad essere messa in scena, nell'ambito del Festival di Londra 2012. La produzione ha visto l'Elysian Quartet esibirsi nel famoso complesso Helicopter String Quartet, con il DJ Nihal di BBC Radio 1 che fungeva da moderatore, un ruolo precedentemente svolto dallo stesso Stockhausen. Quela produzione in seguito ha vinto il Royal Philharmonic Society Award for Opera and Music Theatre.
Nel 2014 la Birmingham Opera Company ha prodotto Khovanskygate: A National Inquiry (Khovanschina) di Musorgskij in una grande tenda "The Freedom Tent" a Cannon Hill Park e ha ricevuto l'International Opera Award 2015 per la migliore nuova produzione, battendo la concorrenza di tutto il mondo ed altre compagnie scelte come il Metropolitan Opera, New York.
La Birmingham Opera Company è stata anche finalista in numerosi premi come riconoscimento del loro eccezionale risultato nel coinvolgere un nuovo pubblico e per le loro produzioni rivoluzionarie: The International Opera Award for World Première 2013 (Mittwoch as Licht), RPS Award for Audiences and Engagement 2015 (Khovanskygate) , nel 2016 (The Ice Break) e nel 2017 (Dido and Aeneas #DnA) e The International Opera Awards 2016 in due categorie per Rediscovered Work and Accessibiity per The Ice Break di Michael Tippett e The South Bank Show Sky Arts Award for Opera 2015 
Nel 2016 il direttore artistico Graham Vick è stato premiato come membro onorario della RPS.

## Produzioni passate
| Data   | Produzione                                         | Note                                                                        |
| ------ | -------------------------------------------------- | --------------------------------------------------------------------------- |
| 2018   | Wake (Giorgio Battistelli)                         |                                                                             |
| 2014   | Khovanskygate: A National Enquiry (Musorgskij)     |                                                                             |
| 2013   | Canti e danze della morte (Musorgskij)             | Una collaborazione con BBC Birmingham, BBC Academy                          |
| 2012   | Mittwoch aus Licht (Stockhausen)                   | Prima mondiale. Produzione commissionata dal Festival di Londra 2012.       |
| 2012   | Life is a Dream (Jonathan Dove)                    | Prima mondiale. Opera commissionata dalla Birmingham Opera Company.         |
| 2010   | The matrimonio (Les noces) (Stravinsky)            |                                                                             |
| 2010   | A Man of Feeling (Stephen Oliver)                  |                                                                             |
| 2009   | Otello (Verdi)                                     | Notably the first UK production to feature a black tenor in the title role. |
| 2008   | Idomeneo (Mozart)                                  |                                                                             |
| 2007   | La traviata (Verdi)                                |                                                                             |
| 2006   | Ariadne Sells Out (Richard Strauss)                | The Prologue from Strauss's Ariadne auf Naxos.                              |
| 2006   | He Had It Coming (Mozart)                          | Based on Mozart's Don Giovanni.                                             |
| 2005   | Il ritorno d'Ulisse in patria (Claudio Monteverdi) |                                                                             |
| 2004   | Curlew River (Britten)                             |                                                                             |
| 2003-4 | Women Beware (Anna Monteverdi)                     |                                                                             |
| 2003-4 | Rites of Spring (Anna Monteverdi)                  |                                                                             |
| 2003-4 | Mortal Combat (Anna Monteverdi)                    |                                                                             |
| 2003   | Candide (Bernstein)                                |                                                                             |
| 2002   | Fidelio (Beethoven)                                |                                                                             |
| 2001   | Votzeck (Berg)                                     |                                                                             |

### City of Birmingham Touring Opera
- 2000: Tobias and the Angel (Jonathan Dove)
- 2000: Pelléas and Mélisande (Debussy)
- 1999: Le due vedove (Smetana)
- 1998: La piccola volpe astuta (Janáček)
- 1997: The Church Parables (Britten)
- 1997:  Macbeth (Verdi)
- 1995-6: Falstaff (Verdi)
- 1995: Chaka (Akin Euba)
- 1994: Silas Marner (Howard Goodall)
- 1994: Faust (Gounod)
- 1993: Les Boréades (Rameau)
- 1992: Zaide (Mozart)
- 1991: La bohème (Puccini)
- 1989–91: L'anello del Nibelungo (Wagner)
- 1990: Beauty & the Beast (Stephen Oliver)
- 1989: Ghanashyam (A Broken Branch) (Ravi Shankar)
- 1989: Peace (Carl Davis)
- 1988-9: Il flauto magico (Mozart)
- 1987-8: Falstaff (Verdi)